# Der lebende Leichnam (1929)
Der lebende Leichnam (in der UdSSR Живой труп; Alternativtitel: Das Ehegesetz) ist ein 1928 gedrehtes, deutsch-sowjetisches Filmdrama von Fedor Ozep. Für die Hauptrolle dieser Stummfilm-Adaption des gleichnamigen Stücks von Leo Tolstoi wurde der bekannte sowjetische Regisseur Wsewolod Pudowkin verpflichtet.

## Handlung
Im Mittelpunkt des Geschehens steht der Russe Fjodor Protassow, dessen Ehe mit seiner Frau Lisa weitgehend am Ende ist. Da die russisch-orthodoxe Kirche keine Scheidung duldet, täuscht er eines Tages seinen Selbstmord vor, um seiner Frau den Weg für ihren Geliebten Viktor Karenin frei zu machen. Während er ein Leben in der Illegalität und im Untergrund zu führen beginnt, das trotz einer neuen Geliebten für ihn kein wirkliches Glück bedeutet, bringt dieser entscheidende Schritt zum Scheintod, der ihn zum „lebenden Leichnam“ gemacht hat, kein wirkliches Glück.
Denn eines Tages kommt heraus, dass Fjodor noch lebt und Lisa sich dadurch der Bigamie schuldig gemacht hat. Sie wird angeklagt und droht für ihr „Vergehen“, das doch in Wahrheit Fjodors ist, angeklagt und verurteilt zu werden. Protassow, der es nie so weit kommen lassen wollte, entscheidet sich daher zu einem letzten Opfer: Er vollendet nun die vorgetäuschte Tat und bringt sich tatsächlich um, indem er sich erschießt.

## Produktionsnotizen
Der lebende Leichnam, der auch unter dem Titel Das Ehegesetz zu sehen gewesen war, entstand 1928 in Zusammenarbeit zwischen der deutschen Produktionsfirma Prometheus Film des kommunistischen Verlegers Willi Münzenberg und der staatlich-sowjetischen Meschrabpom-Film (Moskau) in Berlin. Von sowjetischer Seite wurde der Hauptdarsteller Pudowkin sowie einige Nebendarsteller, darunter der nachmals berühmte Regisseur Boris Barnet, der Kameramann Anatoli Golownja und die beiden Filmarchitekten beigesteuert. Das Gros der an diesem Film Beteiligten kam jedoch aus Deutschland. Regisseur Ozep war kurz zuvor aus Moskau nach Deutschland ausgewandert.
Die Uraufführung des Films, der am 29. Dezember 1928 die Zensur passiert hatte, fand am 14. Februar 1929 im Berliner Capitol statt. In der UdSSR wurde Der lebende Leichnam erstmals am 26. März 1929 gezeigt. Noch im selben Jahr lief Ozeps Inszenierung auch in Finnland, Japan und Portugal an. In Hollywood begannen im selben Jahr 1929 die Dreharbeiten zu einer eigenen Version unter dem Titel „Redemption“. In Deutschland lief dieser Film ebenfalls unter Der lebende Leichnam an.

## Kritiken
Reclams Filmführer schrieb:

„Gegenüber der literarischen Vorlage wurde die Figur Protassows aufgewertet; er erscheint hier als ruheloser Einzelgänger, der von der Gesellschaft ausgestoßen wird, weil er ihr heuchlerisches Spiel nicht mitmachen will. Der Regisseur Pudowkin, der hier seine größte Aufgabe als Darsteller zu bewältigen hatte, machte die nervöse Unrast dieses Menschen bezwingend deutlich. Für Fedor Ozep war dieser Film der Höhepunkt seiner Karriere.“

Jerzy Toeplitz befand: 

„[An Pudowkins] Interpretation des Fedja Protasow fiel besonders die sparsame und einfache, aber dadurch um so suggestivere Gestik und Mimik auf. Der Vorzug dieser Tolstoi-Verfilmung lag in der bei aller Unaufdringlichkeit präzisen und klaren Enthüllung des sozialen Gehalts des dramatischen Originals.“

In der Österreichischen Film-Zeitung ist zu lesen: 

„Und nun kommt diese Tragödie als Film – es ist eine wahrhaft grandiose Schöpfung geworden, die eine Wirkung hinterläßt, die noch lange nach dem Gesehenen anhält. Welch eine Regie weist der Film auf! Fedor Ozep erweist sich in der Art seiner Szenenführung als Künstler allergrößten Formats. Und W. Pudowkin? Hier lernen wir den unvergleichlichen Schöpfer von „Sturm über Asien“ zum erstenmal als Schauspieler kennen. Und wie spielt Pudowkin! Sein Fedja Protassow und die Regie von Fedor Ozep, sie bilden ein unerhörtes Ganzes, von dem man das Gefühl hat, daß einer dem anderen das gibt, was nötig ist, um diesen vollen Akkord verinnerlichter Kunst ertönen zu lassen.“

Im Filmdatenblatt der Berlinale heißt es zu dem in einer Retrospektive 2012 wieder aufgeführten Film: 

„Fjodor Ozeps Verfilmung des Stücks von Lew Tolstoi ist ein Paradebeispiel für die ‚Ost-trifft-West’-Haltung des Studios Meschrabpom-Film und seiner deutschen Produktion Prometheus. Das klassische Melodrama über die von Kirche und Staat verhinderte Scheidung wird mit dem avantgardistischen Montagekino zu einer Sozialkritik des vorrevolutionären Russlands verwoben.“

Das Lexikon des internationalen Films schrieb: 

„Vom ZDF und der Stiftung Deutsche Kinemathek rekonstruierter und musikalisch neu bearbeiteter Stummfilm-Klassiker nach dem Drama von Tolstoi; ein frühes Beispiel einer europäischen Co-Produktion, das vor allem durch die außergewöhnlichen Schauspielerleistungen mehr als ein filmhistorisches Ereignis ist. Als der Film in die Kinos kam, wurde er als bolschewistische Attacke auf die Institution Ehe angesehen.“